# Макконнеллсбург (Пенсільванія)
Макконнеллсбург (англ. McConnellsburg) — місто (англ. borough) в США, в окрузі Фултон штату Пенсільванія. Населення — 1151 особа (2020).

## Географія
Макконнеллсбург розташований за координатами 39°55′55″ пн. ш. 77°59′44″ зх. д. / 39.93194° пн. ш. 77.99556° зх. д. (39.931838, -77.995682). За даними Бюро перепису населення США в 2010 році місто мало площу 0,93 км², уся площа — суходіл.

## Демографія
Згідно з переписом 2010 року, у селищі мешкало 1220 осіб у 585 домогосподарствах у складі 315 родин. Густота населення становила 1310 осіб/км². Було 632 помешкання (679/км²).
Расовий склад населення:
| - 92,5 % — білих - 4,2 % — чорних або афроамериканців - 0,2 % — корінних американців - 0,1 % — азіатів |

До двох чи більше рас належало 3,0 %. Частка іспаномовних становила 0,5 % від усіх жителів.
За віковим діапазоном населення розподілялося таким чином: 24,8 % — особи молодші 18 років, 57,4 % — особи у віці 18—64 років, 17,8 % — особи у віці 65 років та старші. Медіана віку мешканця становила 36,3 року. На 100 осіб жіночої статі у селищі припадало 83,2 чоловіків; на 100 жінок у віці від 18 років та старших — 77,0 чоловіків також старших 18 років.
Середній дохід на одне домашнє господарство становив 47 395 доларів США (медіана — 36 083), а середній дохід на одну сім'ю — 53 138 доларів (медіана — 39 946). Медіана доходів становила 45 865 доларів для чоловіків та 34 375 доларів для жінок. За межею бідності перебувало 13,2 % осіб, у тому числі 24,1 % дітей у віці до 18 років та 5,6 % осіб у віці 65 років та старших.
Цивільне працевлаштоване населення становило 435 осіб. Основні галузі зайнятості: виробництво — 21,1 %, освіта, охорона здоров'я та соціальна допомога — 18,4 %, роздрібна торгівля — 17,2 %.